# Are We There Yet?
Are We There Yet? is een Amerikaanse komediefilm uit 2005 onder regie van Brian Levant en met in de hoofdrol Ice Cube. De film kreeg in 2007 een vervolg,  Are We Done Yet?, en in 2010 kwam er een gelijknamige televisieserie gebaseerd op de film.

## Verhaal
Nick is vrijgezel en een verstokte verleider die ervan droomt om met Suzanne uit te gaan. Maar Suzanne, vastgeroest door haar werk in Vancouver, denkt alleen aan haar kinderen, die in Portland zijn achtergebleven. Nick is bereid om alles te doen om haar te verleiden, en biedt aan om haar kinderen op te halen en naar haar toe te brengen.

## Rolverdeling
| Acteur               | Personage        |
| -------------------- | ---------------- |
| Ice Cube             | Nick Persons     |
| Nia Long             | Suzanne Kingston |
| Aleisha Allen        | Lindsey Kingston |
| Philip Daniel Bolden | Kevin Kingston   |
| Jay Mohr             | Marty            |
| M.C. Gainey          | Al               |
| Tracy Morgan         | Satchel Paige    |
| Henry Simmons        | Carl             |